# Philipp Eng
Philipp Eng (Salzburg, 28 februari 1990) is een Oostenrijks autocoureur.

## Carrière
Eng begon zijn loopbaan in de autosport in het karting. In 2006 stapte hij over naar het Duitse Formule BMW kampioenschap. In 2007 werd hij derde in de eindstand van dat kampioenschap en won hij de Formule BMW World final, waardoor hij een testsessie verdiende bij het BMW Sauber Formule 1 team. In 2008 reed hij enkele races in het Duitse Formule 3 kampioenschap en in 2009 ging hij aan de slag in de vernieuwde Formule 2. Hij won dat jaar een manche op Brands Hatch en eindigde op de achtste plaats in het kampioenschap.

## Resultaten in de Formule 2
| Jaar | 1      | 2     | 3     | 4     | 5       | 6       | 7      | 8      | 9      | 10     | 11      | 12      | 13    | 14     | 15    | 16    | 17    | 18     | Positie | Punten |
| ---- | ------ | ----- | ----- | ----- | ------- | ------- | ------ | ------ | ------ | ------ | ------- | ------- | ----- | ------ | ----- | ----- | ----- | ------ | ------- | ------ |
| 2009 | VAL 12 | VAL 3 | BRN 3 | BRN 9 | SPA Ret | SPA Ret | BRH 1  | BRH 4  | DON 5  | DON 10 | OSC Ret | OSC Ret | IMO 5 | IMO 10 | CAT 5 | CAT 9 |       |        | 8e      | 39     |
| 2010 | SIL 4  | SIL 1 | MAR 2 | MAR 1 | MON 11  | MON Ret | ZOL 15 | ZOL 12 | ALG 15 | ALG 6  | BRH 10  | BRH 1   | BRN 6 | BRN 18 | OSC 7 | OSC 9 | VAL 4 | VAL 11 | 6e      | 142    |